# Liste von Werken zu Georg Büchner

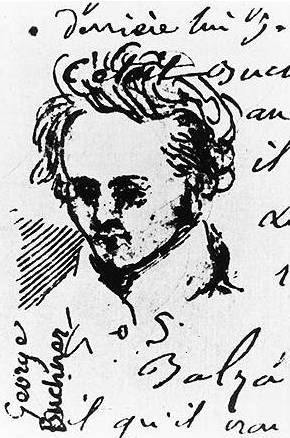
Porträtzeichnung Georg Büchners, von Alexis Muston, um 1834

Diese Liste enthält Kompositionen, Filme und weitere Werke zu Leben und Schaffen von Georg Büchner (1813–1837).

## Musik
- Alban Berg: Wozzeck, Oper, 1921
- Manfred Gurlitt: Wozzeck, 1926
- Hans Simon: Valerio, 1931
- Rudolf Wagner-Régeny: Der Günstling, 1935
- Gottfried von Einem: Dantons Tod, Oper, 1947
- Kurt Pfister: Wozzeck, 1950
- Kurt Schwaen: Leonce und Lena, Oper, 1960/61
- Werner Haentjes: Leonce und Lena, 1963
- Peter Maxwell Davies: Blind Man’s Buff, 1972
- Wolfgang Rihm: Jakob Lenz, Kammeroper, 1977/78
- Paul Dessau: Leonce und Lena, Oper, 1978
- Thomas Hertel: Leonce und Lena, 1982
- Friedrich Schenker: Büchner, 1987
- Friedrich Schenker: Die Gebeine Dantons, 1990
- Moritz Eggert: Büchner-Porträt, für Bariton und Klavier, 1997
- Tom Waits: Blood Money, Songs zu Robert Wilsons Woyzeck-Inszenierung, 2000

## Filme

### Übersicht
Es gibt über 70 Verfilmungen zu Werk und Leben von Georg Büchner.

### Woyzeck
Das Dramenfragment Woyzeck wurde über 40 Mal verfilmt.
- Wozzeck, 1947 Regie Georg C. Klaren
- Woyzeck, 1955, TV-Film
- Woyzeck, 1962, TV-Film
- Woyzeck, 1964, 2 TV-Filme
- Woyzeck, 1965, TV-Film
- Woyzeck, 1966, 2 TV-Filme
- Woyzeck, 1968, TV-Film, mit Jens Okking,  Anne Werner Thomsen
- Woyzeck, 1972, TV-Film
- Postchi (Der Briefträger), Iran 1972, Regie Dariusz Mehjoudi
- Wozzek, 1972, TV-Film
- Woyzeck, 1973
- Woyzeck, 1976, TV-Film
- Woyzeck, 1979, Regie Werner Herzog
- Wodzeck, 1984, Regie Oliver Herbrich[5]
- Georg Büchners „Woyzeck“ am Staatstheater Stuttgart, BR Deutschland, 1987, vier Kurz-Dokumentarfilme
- Wozzek, 1987, TV-Film
- Woyzeck, 1993
- Woyzeck, 1994
- Wozzek, 1994, TV-Film
- Wozzek, 1996, TV-Film
- Woyzeck, 1999, TV-Film
- Frank and Marie, 2003, (Puppenfilm?)
- Woyzeck, 2004, TV-Film, mit Bruno Cathomas, Christina Geiße
- Crime Delicado, 2005
- Upon Reaching the Sun, 2007, TV-Film
- Woyzeck, 2010
- Gioia Osthoff, 2011, Kurzfilm
- Woyzeck, 2012, Kurzfilm
- Woyzeck, 2013, TV-Film
- Woyzeck, 2014
- Woyzeck, 2017, TV-Film
- Boichek, 2017
- Woyzeck, 2017, Kurzfilm, mit Thomas Goersch
- Wozzeck, 2018

### Dantons Tod
- Danton, Deutschland, 1921, mit Emil Jannings, wahrscheinlich nach Büchner[6]
- Danton, 1931
- Dantons Tod, Süddeutscher Rundfunk, Deutschland 1963, Regie Fritz Umgelter[7]
- Dantons Tod, 1963
- La mort de Danton, 1970, TV-Film
- La mort de Danton, 1972, TV-Film
- Dantons Tod, 1977, Studioaufzeichnung
- Dantons Tod, 1977
- Dantons Tod, 1981, Aufzeichnung aus dem Salzburger Landestheater im Rahmen der Salzburger Festspiele, Regie Rudolf Noelte, mit Mathieu Carrière, Christian und Will Quadflieg und Götz George
- Danton, Polen/Frankreich, 1983
- Dantons Tod, 1986, TV-Film
- A Morte de Danton, 1990, TV-Spielfilm
- Dantons Tod , 2019, Video
- Die Revolution frisst ihre Kinder, 2020, nach Motiven von Dantons Tod, handelt in Burkina Faso

### Lenz
- Lenz, Regie George Moorse, Deutschland 1971, 130 Minuten
- Lenz, Regie Alexandre Rockwell, USA 1981
- Lenz, Regie Oliver Hockenhull, Kurzfilm Deutschland 1985
- Lenz, Regie András Szirtes, Ungarn 1987, 100 Minuten
- Im Steintal  von Jürgen Lodemann, Deutschland 1988, SWR, 43 Minuten
- Lenz – Ich aber werde dunkel sein, Regie Egon Günther, Deutschland 1992, 90 Minuten
- Lenz échapé, Regie Dominique Marchais, Frankreich 2003.
- Lenz, Regie Marco Franchini, Italien 2004.
- Lenz, Regie Thomas Imbach, mit  Milan Peschel, Barbara Maurer, Noah Gsell, Barbara Heynen, Schweiz 2006, 95 Minuten
- Lenz, Regie Andreas Morell, mit Barnaby Metschurat, Karoline Teska, Deutschland 2009, 89 Minuten
- Büchner.Lenz.Leben, Regie Isabelle Krötsch, Deutschland 2013. Experimenteller Dokumentarfilm mit Hans Kremer
- Jacob Lenz , 2015, Video

### Leonce und Lena
- … und heute Abend ins Theater: Leonce und Lena, 1963,  TV-Film
- Leonce und Lena, BR Deutschland 1963, TV-Film, Regie Fritz Kortner, mit Horst Tappert, Dieter Kirchlechner
- Det er ikke til at bære, 1968, Fernsehfilm, mit Ingolf David, Kirsten Hansen-Møller und Pouel Kern
- Léonce et Léna, Frankreich 1969, ORTF (2ème programme), TV-Film, mit Roger Van Hool, Nicole Garcia
- Leonce und Lena, Österreich 1975, ORF, TV-Film, ORF, Regie Johanna Schaaf, mit Klaus Maria Brandauer, Sylvia Manas
- Leonce és Léna, Ungarn 1991, TV-Film, Regie István Márton, mit Péter Vallai, Attila Kaszás
- Leonce und Lena, Deutschland 2003, ZDF, TV-Film, mit Walter Schmidinger, Markus Meyer

### Über Büchners Leben
- Der Tag des Georg Büchner, BR Deutschland, 1970, Kurz-Spielfilm
- Poesie und Revolution – Georg Büchner, Österreich, 1977, TV-Film
- Addio, piccola mia. DDR 1978, Regie/Buch Lothar Warneke, mit Hilmar Eichhorn, Wolfgang Arnst, Trude Bechmann.
- Lieb Georg. Das kurze Leben des Georg Büchner, DDR, 1988, TV-Film
- Büchner-Protokoll. Auf den Spuren Georg Büchners. Deutschland, 2013, Buch/Regie Dag Freyer, Produktion kopfkino, 3sat, 44:40 Minuten,  Erstsendung am 19. Oktober 2013 bei 3sat[8]
- Georg Büchner, SWR 2019, Kurzfilm, 9 Minuten, in der Reihe Nah dran, Planet Wissen

## Hörspiele und Lesungen
Woyzeck
- Woyzeck, BR 1969, Bearbeitung und Regie Heinz von Cramer. Mit Karl Renar (Woyzeck), Solveig Thomas (Marie), Hans-Dieter Zeidler (Tambourmajor), Franz Kutschera (Der Hauptmann), Max Noack (Der Doktor), Klaus Schwarzkopf (Andres), Christa Berndl, Hans Clarin, Erwin Faber u. v. a.
- Woyzeck, 2007, Regie Leonhard Koppelmann. Mit Werner Wölbern, Sandra Hüller, Bernhard Schütz, Klaus Schmitz, Hans-Michael Rehberg, Alexandra Henkel, Oliver Stokowski, Wolfgang Pregler[9]
- Woyzeck, 2012, Text und Regie Bert Alexander Petzold. Mit Aischa-Lina Löbbert (Marie), Tobias Wollschläger (Woyzeck), Jean-Paul Baeck (Tambourmajor, Erzähler), Silke Franz (Käthe), Alexander Weikmann (Doktor) und Luca Zamperoni (Hauptmann Andres) u. v. a.[10]

Dantons Tod
- Dantons Tod, BR, 1948, Regie Walter Ohm, mit Fritz Kortner (Danton), Elfriede Kuzmany (Julie), Herbert Kroll (Legendre), Bruno Hübner (Robespierre), Peter Lühr (Desmoulins), Marianne Kehlau (Lucile), Otto Arneth (St. Just), Gertrud Kückelmann (Eugenie) u. a. Bearbeitung: Arnold Weiss-Rüthel, Komposition Mark Lothar,[11]
- Dantons Tod. Querschnitt durch die Aufführung des Volkstheaters Rostock, 1962, Regie Hans-Anselm Petersen[12]
- Helmut Griem spricht Georg Büchner, Mai 1968,  Briefe, Der Hessische Landbote, Szenen aus Dantons Tod[13]
- Dantons Tod. DDR 1980. Regie Joachim Staritz,   Komposition Reiner Bredemeyer
- dantons tod. hörspiel. 1989, Textfassung Thomas Michael Mayer, Regie Norbert Schaeffer, mit Udo Samel u. a., 1989,[14]

Lenz
- Lenz, 2008, Produktion, Regie Andrea Gerk, Komposition Michael Maierhof, mit Philipp Hochmair.[15]

Über Georg Büchner
- Besondere Kennzeichen: Kurzsichtig, BR, HR, 1987, von Hans Rothe, Regie Ulrich Lauterbach, mit Charles Brauer (Friedrich Ludwig Weidig), Udo Samel (Georg Büchner), Heini Göbel (Oberamtsrat), Karl-Maria Schley (Oberhofrat), Manfred Trabant (Oberaufseher Schmidt), Ulrich Lauterbach (Berliner Stimme), Max Eckard (Vater Büchner), Gustl Halenke (Luise Büchner, Schwester), Sophie Engelke (Mutter Büchner), Walter Renneisen (Bruder Büchner), Rita Russek (Minna Jäglé), Hans Quest (Vater Jäglé), Michael Gempart (Professor Hölzli), Reto Feurer (Schweizerischer Student), Hans Stetter (Doktor Zahnder), Alois Maria Giani (Doktor Schönlein).

## Porträts und Gedenken
Porträts

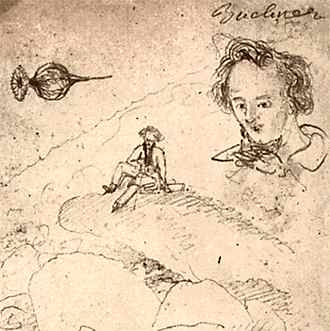
Federskizze von Alexis Muston von 1833

Siehe auch Porträts von Georg Büchner
Es gibt ein Gemälde zu Georg Büchner von etwa 1836 von einem unbekannten Maler. Außerdem gibt es eine bekannte Zeichnung von August Hoffmann von etwa 1835, sowie zwei kleine Feder-Porträtskizzen seines Freundes Alexis Muston von 1833 und 1833/34. Zwei weitere ihm fälschlich zugeordnete Porträts zeigen seinen Bruder Wilhelm Ludwig Büchner, der Apotheker war. Weitere bildliche Darstellungen des Dichters zu Lebzeiten sind nicht bekannt.
Denkmäler und Skulpturen
In Darmstadt, Gießen, Zürich und weiteren Orten gibt es Gedenkskulpturen zu Georg Büchner.
Benennungen
Es gibt einige Straßen, Plätze, Schulen und weitere Objekte, die in Deutschland nach Georg Büchner benannt sind.
Briefmarken und Gedenkmünze

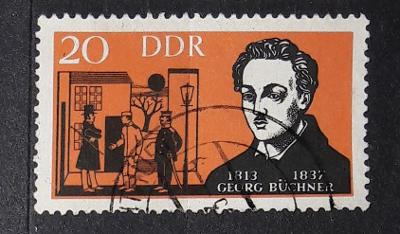
DDR-Briefmarke, 1963

1963 wurde eine Briefmarke in der DDR zu 20 Pfennig zum 150. Geburtstag Georg Büchners herausgegeben.
2013 gab es eine Briefmarke zu 58 Eurocent durch die Deutsche Post sowie eine Gedenkmünze zu 10 Euro anlässlich seines 200. Geburtstags.